# Walter Gieseking
Walter Gieseking (n. 5 noiembrie 1895, Lyon, Rhône⁠(d), Franța – d. 26 octombrie 1956, Londra, Anglia, Regatul Unit) a fost un pianist și compozitor german.